# Svend Aaquist Johansen
Svend Aaquist Johansen (* 7. Dezember 1948 in Kongens Lyngby, Dänemark) ist ein dänischer Komponist, Dirigent, Pianist und Computerprogrammierer.

## Leben
Svend Aaquist studierte an der Universität Kopenhagen und an Det Kongelige Danske Musikkonservatorium. Er nahm an internationalen Kursen teil. Zu seinen Lehrern zählten die dänisch-ungarische Pianistin Elisabeth Klein (1911–2004), der dänische Dirigent Arne Hammelboe (1916–2005) und der Schweizer Dirigent und Komponist Michel Tabachnik. Schon früh arbeitete er hauptberuflich als Komponist, Dirigent und Pianist. Ab 1969 leitete er mehrere Chöre, Kammerensembles und Orchester. Er war Mitglied von Det Unge Tonekunstnerselskab DUT [Gesellschaft junger Komponisten], einer Gruppe für alternative Musik, und der Lyngby Ung Tonekunst LUT [Junge Tonkunst Lyngby], die er 1969 gemeinsam mit seinem Kollegen und Schulfreund Hans Abrahamsen gegründet hatte. Sie hatten sich der Aufführung zeitgenössischer Werke verschrieben.  Von 1969 bis 1975 unterrichtete er als Lehrer. Von 1972 bis 1979 war er Mitglied des Statens Musikråd [Staatsmusikrat]. Hier war er  Mitglied mit besonderem Einblick in zeitgenössische Musik und repräsentierte den Statens Musikråd bei mehreren nationalen und internationalen Veranstaltungen. Als Vorsitzender der Dansk Komponistforening [Dänischer Komponistenverband] 1973 bis 1974 in Vertretung von Mogens Winkel Holm (1936–1999) organisierte er die Nordischen Musiktage 1974. Ab 1975 unterrichtete er Dirigieren an Det Kongelige Danske Musikkonservatorium und am Syddansk Musikkonservatorium in Esbjerg. Er leitete zahlreiche Seminare und Kurse in Musik und Dirigieren. Beim Sinfonieorchester Esbjerg war er Chefdirigent und künstlerischer Leiter. 1984 wurde er künstlerischer Berater des Esbjerg-Ensembles. Er gab mit vielen Orchestern Konzerte, unter anderem mit dem Sinfonieorchester Odense und dem Dänischen Rundfunksinfonieorchester. Er trat bei vielen Konzerten, Festivals und Rundfunk- und Fernsehaufnahmen im In- und Ausland auf. 1981, 1982 und 1984 ging er mit dem Ensemble Modern auf Konzerttournee. Seit Mitte der 1980er Jahre dirigierte er mehrere gefeierte Opern- und Musiktheaterproduktionen an Det Kongelige Teater und Den Anden Opera in Kopenhagen, Danmarks Radio und den Musiktagen Lerchenborg.
Bei The 1990 International Computer Music Conference in Glasgow führte er gemeinsam mit Wayne Siegel, Ivar Frounberg und Fuzzy das Live-Computer Musikprojekt Netvaerk auf.  Aaquist Johansen gründete 1991 die Danish Chamber Players, auch Ensemble Storstrøm genannt. Er war von 1980 bis 1984 Vorsitzender der dänischen Sektion des International Society for Contemporary Music ISCM. Von 1992 bis 2002 war er nochmals Vorsitzender der Dansk Komponistforening. Zu seinen Schülern zählte der Komponist Andy Pape (* 1955).

## Werke (Auswahl)
Svend Aaquist Johansens Werke umfassen viele Genres. Er schrieb sie für verschiedenste Besetzungen. So schrieb er Kammermusik, Musiktheater und Orchestermusik. Seine Werke wurden schon in vielen Ländern Europas, Nord-  und Südamerikas, China, Japan, Australien und in Neuseeland aufgeführt. Eine Werkliste ist auf Aaquists Homepage und bei komponistbasen.dk veröffentlicht.
- Kyrie für gemischten Chor, 1968
- Pentagram für zwei Violinen, Cello und Kammerorchester, 1969 Auftragswerk
- Sonate für Violine und Klavier, 1970. Auftragswerk der dänischen Violinistin und Komponistin Birgitte Alsted (* 1942)
- Mellem Spil og Sange [Zwischen Spiel und Gesang] für Sopran und zwei Klaviere. Text: Jesper Tang (* 1948)
- Songs in Between op.5, 1970 für zwei Klaviere, Tenor und Sopran[10]
- Min sang für gemischten Chor. Text: Jesper Tang (* 1948)
- Salut-Salut, komponiert 1970. für Blechbläserensemble, Schlagzeug und bevaebnet dirigent [bewqaffneter Dirigent] Publiziert 1978 bei Edition S für Horn, zwei Trompeten, Posaune Tuba und Becken als op. 7
- Romeo & Julie, Schauspielmusik für Kammerorchester, 1971 Auftragswerk der Virum Statsskole
- Romeo & Julie, Suite für Kammerorchester, 1971
- Sommermusik für Kammerorchester, 1971
- I’ll let you be in my dreams für Sinfonieorchester, 1971, Auftragsarbeit der Universität Kopenhagen
- Vier Klavierstücke, 1971
- Solla Famire Dosi für zwei Hörner, fünf Trompeten und drei Posaunen, 1972. Veröffentlicht bei Edition S als op. 15. Auftragswerk für Aarhus Festuge. OCLC 472585568
- Ke-Tjak für Kammerorchester, 1973. Veröffentlicht bei Edition S; Eingespielt mit einem Kammerorchester unter der Leitung Aaquist Johansens und 1980 auf EMI veröffentlicht.[11] OCLC 458908255
- Wiegenlied, Vuggevise. für Altstimme, Flöte, Geige und Cello, 1974 Text: Bertolt Brecht OCLC 475528985
- Sisyphus Synger [Sisyphos singt] für Orchester, Chöre, Tänzer, Schauspieler und Solisten nach Texten von Inger Christensen. Es war ein Auftragswerk zur Einweihung des Konzertsaales im Kulturhuset in Stockholm 1976 und wurde dort dreimal unter der Leitung Aaquists aufgeführt. Später führte es das Dänische Rundfunksinfonieorchester unter Aaquists Leitung nochmals auf.[1]
- Sinfonia, 1976. Live-Mitschnitt einer Aufführung aus dem Jahre 1980 mit dem  Radiounderholdningsorkest unter Leitung des dänischen Dirigenten Frans Rasmussen (* 1944) bei Paula Records veröffentlicht.
- I maj skal syrenerne blomstre, de skal [Im Mai sollten die Flieder blühen, sollten sie] für Violoncello solo op. 30, 1977/78 OCLC 472879210
- Malinche, 1979
- Sol für Oboe und Klavier, 1983 OCLC 699535914
- Hymn with dances, 1985
- Saga Night, Saganat für Akkordeon, 1992 OCLC 1242878434
- Nocturne für Klavier. Eingespielt von Paul Rosenbaum auf Contemporary danish piano music. Veröffentlicht bei Danica

## Einspielungen
- Lars Klit (* 1965): Den sidste Virtuos [Der letzte Virtuose]. Kammeroper. Leitung: Svend Aaquist Johansen. 11. Mai 1995. Kontrapunkt 32221[12][13]
- Ole Buck (* 1945): Landscapes. Danish Chamber Players. Leitung: Svend Aaquist Johansen. Veröffentlicht im Februar 1996 bei DACAPO unter 8.224034.
- Kristian Black: Harra paetur og Elinburg, Ballett. Sønderjyllands Symfoniorkester. Leitung: Svend Aaquist Johansen. Veröffentlicht am 28. Dezember 1999. Tutl FKT-2
- Andy Pape: Houdini the Great, Oper. Leitung: Svend Aaquist Johansen. Helikon Records HCD 1003[14]